# Joseph Mitchell
Pour les articles homonymes, voir Mitchell.
Joseph Quincy Mitchell, né le 27 juillet 1908 à Fairmont et mort le 24 mai 1996 à New York, est un écrivain et journaliste américain.

## Biographie
Il est connu pour ses portraits écrits avec grand soin de personnes en marge de la société, en particulier dans et autour de la ville de New York. Son travail a été publié notamment dans The New Yorker. Mitchell a souffert du blocage de l'écrivain  plusieurs décennies.

## Postérité
Mitchell apparaît dans l'un des jeux vidéo de la série Blackwell.
Street Life est l'objet d'une pièce de théâtre en 2020 au Studio-théâtre de Vitry, mise en scène par François Tizon.

## Œuvres
- (en) Joseph Mitchell, My Ears Are Bent, Vintage Books, 1938, 299 p. (ISBN 978-0-375-72630-9)
- (en) Joseph Mitchell, McSorley's Wonderful Saloon, Pantheon Books, 1943, 370 p. (ISBN 978-0-375-42102-0)
- (en) Joseph Mitchell, Old Mr. Flood, MacAdam/Cage, 1948, 122 p. (ISBN 978-1-59692-114-6)
- (en) Joseph Mitchell, The Bottom of the Harbor, Pantheon Books, 1959, 293 p. (ISBN 978-0-375-71486-3)
- (en) Joseph Mitchell, Joe Gould's Secret, Modern Library, 1965 (ISBN 978-0-679-60184-5)
- (en) Joseph Mitchell, Up in the Old Hotel and Other Stories, Pantheon Books, 1992, 718 p. (ISBN 978-0-679-41263-2)
- Joseph Mitchell, Le Secret de Joe Gould, Calmann-Levy, 2000 / éditions Autrement, 2012 / éditions du Sous-sol 2021  (ISBN 2746733676)
- Joseph Mitchell, trad. de François Tizon, Street Life, Revue Incise 1., 2014  (ISBN 978-2-9549231-0-9)
- Joseph Mitchell, trad. de François Tizon, Dans le bras d'eau et Par les passés, Revue Incise 2., 2015  (ISBN 978-2-9549231-1-6)
- Joseph Mitchell, trad. de Bernard Hœpffner, Le Merveilleux Saloon de McSorley : récits new-yorkais, Bienne, Suisse, Diaphanes, 2016  (ISBN 978-2-88928-021-6)
- Joseph Mitchell, trad. de François Tizon, Au haut du vieil hôtel, Revue Incise 3., 2016
- Joseph Mitchell, trad. de François Tizon, Street Life - récits, Trente-trois morceaux, 2016  (ISBN 979-10-93457-04-8)
- Joseph Mitchell, trad. de Lazare Bitoun, Old Mr. Flood, Paris, Éditions du Sous-Sol, 2020, 128 p.  (ISBN 978-2-364-68433-1)